# ISO 3166-2:WS
ISO 3166-2:WS è uno standard ISO che definisce i codici geografici delle suddivisioni di Samoa; è un sottogruppo dello standard ISO 3166-2.
I codici, assegnati agli 11 distretti, sono formati da WS- (sigla ISO 3166-1 alpha-2 dello Stato), seguito da due lettere.

## Codici
| Codice | Distretto     |
| ------ | ------------- |
| WS-AA  | A'ana         |
| WS-AL  | Aiga-i-le-Tai |
| WS-AT  | Atua          |
| WS-FA  | Fa'asaleleaga |
| WS-GE  | Gaga'emauga   |
| WS-GI  | Gaga'ifomauga |
| WS-PA  | Palauli       |
| WS-SA  | Satupa'itea   |
| WS-TU  | Tuamasaga     |
| WS-VF  | Va'a-o-Fonoti |
| WS-VS  | Vaisigano     |